# ФК Табанци
ФК Табанци је фудбалски клуб из истоименог насеља Табанци. Основан је 1983. године.

## Историја
Фудбалски клуб Табанци је основан 1983. године. Прву сезону клуб је одиграо 1983/84 у општинској лиги ,,Зворник". Прву утакмицу је одиграо против ФК Дрињаче од које је изгубио 5:1. Јесењи дио лиге, ФК Табанци су завршили на 7. мјесту (посљедњем) без бодова, а сезону су завршили на 5. мјесту, са само једним поразом у прољећном дијелу сезоне. Сљедећу сезону су завршили на првом мјесту и прошли у међуопштинску лигу „Тузла" група „Исток", гдје су играли три сезоне. До 1992. ФК Табанци су играли у општинској лиги „Зворник". У 1996/97 сезони, ФК Табанци су освојили друго мјесто и прошли на бараж гдје су побиједили и квалификовали се у Трећу лигу. У Трећој лиги, у сезони 2000/01, Табанци су освојили прво мјесто и прошли у Другу лигу РС у групу „Исток". Тадашњи играчи су били: Радивоје Лакић, Дејан Јеремић, Славиша Томић, Ранко Јовић, Милисав Јовић, Драган Јокић, Далибор Јевтић, Саша Радић, Милоје Симић, Ђоко Томић, Игор Матић, Бранислав Лазић, Миленко Томић, Зоран Бајић и тренер Бошко Милић. Већ следеће сезоне (2001/02) ФК Табанци су били на петом мјесту. У Другој лиги РС „Исток", задржали су се до сезоне 2004/05 када су се вратили у Трећу лигу РС „Зворник". У 2008/09, ФК Табанци су завршили у Подручној лиги РС „Бирач". Следеће сезоне нису се такмичили, али су се поново активирали 2010/11.